# Bienvenido
Bienvenido es un nombre propio masculino de origen latino en su variante en español. Su significado etimológico es igual a la palabra homónima, ser "bienvenido", bien recibido.

## Santoral
22 de marzo: San Bienvenido, obispo de Osimo.

## Variantes
- Femenino: Bienvenida.

| Variantes en otras lenguas | Variantes en otras lenguas |
| -------------------------- | -------------------------- |
| Español                    | Bienvenido                 |
| Alemán                     | Benvenutus                 |
| Catalán                    | Benvingut                  |
| Checo                      | Benvenut                   |
| Francés                    | Bienvenu                   |
| Gallego                    | Benvido                    |
| Holandés                   | Benvenutus                 |
| Húngaro                    | Benvenútó                  |
| Inglés                     | Benvenutus                 |
| Italiano                   | Benvenuto                  |
| Latín                      | Benvenutus                 |
| Lituano                    | Benvenutas                 |
| Polaco                     | Benwenut                   |
| Portugués                  | Benvindo                   |

## Personajes célebres
- Bienvenido Scotivoli, santo franciscano italiano.
- Benvenuto Cellini, escultor italiano.
- Benvenuto Tisi da Garofalo, pintor italiano.
- Bienvenido Brens, compositor dominicano.
- Bienvenido Granda, cantautor cubano.
- Bienvenido Oliver, jurista e historiador español.